# Vladimir Vladimirovič Gil
Vladimír Vladimírovič Gil (rusky Влади́мир Влади́мирович Гиль vystupující také pod pseudonymem Rodionov), (narozen 11. června 1906 ve Vilejce ve Vilenské gubernii - zemřel 14. května 1944 v osadě Nakol ve Vitebské oblasti v Běloruské SSR) byl ruský partyzán bojující jak na sovětské, tak na německé straně ve druhé světové válce.

## Mládí
Podle osobního spisu, který je uložen v Ústředním archivu Ministerstva obrany Ruské federace, se Vladimir Vladimirovič Gil narodil 11. června 1906 ve městě Vilejka ve Vilenské gubernii v Ruském impériu. Pocházel z dělnické rodiny.
V roce 1921 se stal členem Komsomolu a členem VKS(b) byl od roku 1931 (stranický průkaz č. 0268567). V roce 1922 ukončil 9. třídu základní školy a poté pracoval jako knihovník (rusky избач) a tajemník vesnického sovětu ve vsi Novyje Darogi (rusky Новые Дороги) v Minské oblasti.

## Služba v Dělnicko-rolnické Rudé armádě
15. října 1926 se stal posluchačem vojenské jízdní školy. Po jejím ukončení se jeho kariéra vyvíjela následně:
- 1. září 1929 byl jmenován velitelem čety 32. beloglinského jízdního pluku.
- 3. února 1934 byl jmenován velitelem jízdní eskadrony.
- 4. dubna 1935 sloužil jako asistent náčelníka štábu 33. Stavropolského jezdeckého pluku.
- 19. září 1937 byl zapsán jako student na Frunzeho vojenskou akademii, kterou v roce 1940 absolvoval s vyznamenáním.
- Získal hodnost kapitána (1938), majora (1939) a následně podplukovníka (28. února 1940).
- 19. května 1940 byl jmenován náčelníkem 5. oddělení štábu 12. jízdní divize.
- 28. listopadu 1940 se stal náčelníkem štábu 8. motostřelecké dělostřelecké brigády.
- 5. března 1941 zastává funkci náčelníka operačního oddělení velitelství 12. mechanizovaného sboru.
- Od 22. března 1941 působil jako náčelník štábu 229. pěší divize.

V létě 1941 byla 229. střelecká divize obklíčena poblíž Talačynu a 16. července 1941 se dostal do německého zajetí.

## Služba v německých silách
Byl umístěn v německém zajateckém táboře (Oflag 68 - důstojnický zajatecký tábor) poblíž města Suwalki. Protože Sovětský svaz v době druhé světové války nebyl signatářem Ženevské úmluvy o zacházení s válečnými zajatci, byly podmínky v táboře velmi kruté. Zajatci hladověli, umírali na nemoci, a Gil se proto nechal naverbovat německou bezpečnostní službou SD, která vyhledávala v řadách ruských zajatců a přeběhlíků dobrovolníky pro speciální útvary pro sabotáže a diverze v týlu Rudé armády.
Od 20. dubna 1942 byl Gil postaven do čela organizace s názvem Bojový svaz ruských nacionalistů, jehož cílem bylo nastolit v Rusku pořádek podle německého vzoru po vítězné válce. Organizaci vytvořila německá tajná služba SD v rámci zpravodajské operace Zeppelin, jejímž cílem bylo čelit sovětskému partyzánskému hnutí. Zvláštní jednotky, jejichž členem byl i Gil, měly operovat nezávisle na německých silách proti sovětským partyzánům.
Dne 1. května 1942 bylo z tábora propuštěno sto válečných zajatců včetně Gila. Tato skupina byla podrobena třítýdennímu intenzivnímu výcviku a byla nasazena proti polským partyzánům z řad Zemské armády. Během tohoto období dostal útvar oficiální název 1. ruský národní oddíl SS, známý pod názvem Družina. Jednotka spadala pod velení SD, označení jednotek bylo shodné jako u SS, ale nárameníky byly jiné a na manžetách důstojnických uniforem byla páska s nápisem "Za Rus!". Gil měl v jednotce hodnost SS Obersturmbannführer.
S ohledem na zvyšující se stav mužstva z ní byla zformována dobrovolnická jednotka v síle praporu. Původně byla určena k propagandistickým a diverzním účelům. Koncem srpna 1942 byl prapor Rodionov, který získal jméno po svém veliteli Gilovi-Rodionovi, přeložen do Smolenska. Od října 1942 vykonával strážní službu na železnici a po dosažení početního stavu přes tisíc mužů byl nasazen proti partyzánům v Bělorusku.
V průběhu roku 1943 byli vojáci Družiny nasazováni do bojů s partyzány v rámci svazku generála Bach-Zelewského v operaci Hornung. V dubnu 1943 byl početní stav jednotky doplněn náborem bývalých policistů a mobilizovaných občanů, kteří tvořili 80% stavu. Zbytek tvořili bývalí zajatci. V květnu 1943 se jednotka pod velením Gila zúčastnila rozsáhlé protipartyzánské operace a v boji se plně osvědčila. Díky tomu se měla stát jádrem Ruské osvobozenecké armády pod patronací generála Vlasova. Svazku měl velet generál Žilenkov, ale Gil se mu odmítl podřídit.
Družina se v roce 1943 dále úspěšně rozrůstala a v červnu 1943 byla zformována jako 1. ruská národní brigáda SS Družina. Brigáda pod vedením Gila byla umístěna v obci Lužki ve Vitebské oblasti, kde operovala proti sovětským partyzánům spolu se zvláštní jednotkou SS Dirlewanger. Velikost ruské brigády pod Gilovým vedením podléhající řízení SD se v té době pohybovala mezi 4 - 5 tisíci muži.

## Služba v řadách sovětských partyzánů

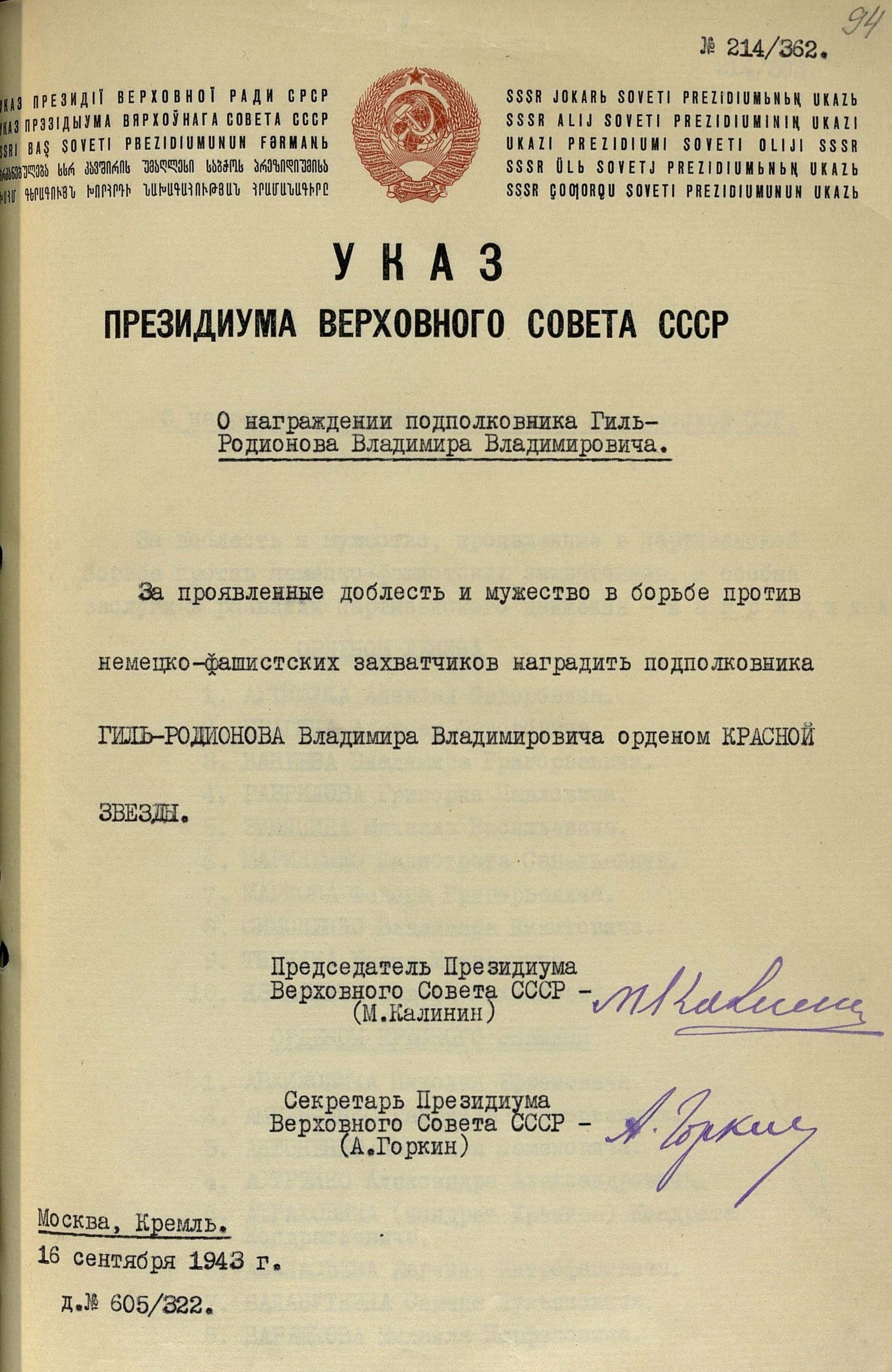
Výnos Prezídia Nejvyššího sovětu SSSR udělující řád Gilovi Rudé hvězdy.

Gilovi a jeho jednotce jsou přičítány válečné zločiny spojené s protipartyzánskými operacemi, a to vypalování vesnic, rabování a vraždění civilního obyvatelstva. Tyto spáchané zločiny také ovlivnily morální stav jednotky a německé velení se začalo obávat o spolehlivost vojáků. Dne 29. dubna 1943 o morálním stavu jednotky řídící důstojník SS-Obersturmbannführer Appel napsal v hlášení, že nálada v Družině se rozkládá, v jednotce vzrůstají protiněmecké nálady a nechce vykonávat svěřené úkoly. Major Blaževič, člen užšího velení Družiny, údajně navázal styk se sovětskou rozvědkou a postupně získával v jednotce vliv, pod který se dostal i Gil. Díky cílenému rozvracení jednotky došlo k napjaté situaci a SD hodlala situaci vyřešit výměnou velení včetně Gila.
V létě 1943 byla Gilova jednotka přemístěna do prostoru okolo města Dokšycy, kde měla bojovat s partyzány. Gil navázal spojení se svým protivníkem partyzánskou brigádou Železňak a za příslib amnestie svých činů slíbil přejít s celou jednotkou i se zbraněmi na sovětskou stranu.
13. srpna 1943 (podle ruské wikipedie 16. srpna 1943) stál v čele převratu v jednotce, v jehož průběhu postřílel německé a ruské proněmecky orientované důstojníky. Náčelníka kontrarozvědné služby P. V. Bogdanova zatknul a vydal partyzánům. Bogdanov byl v Moskvě později popraven.
Po provedeném převratu většina jednotky přeběhla na sovětskou stranu, ale zpět do německých řad se probilo asi 500 vojáků a 30 důstojníků ze zbytků jednotky.
Jemu věrní vojáci se změnili na 1. Antifašistickou partyzánskou brigádu a zavázali se vyhnat Němce z ruské země. 18. srpna 1943 se mu podařilo uniknout z obklíčení německých jednotek, které provedly rychlou protiakci k jeho potrestání.
22. srpna 1943 byl Gil prověřován členy podzemního ústředního výboru Běloruské komunistické strany a byla mu dána šance se osvědčit. 25. srpna 1943 Gil skládá partyzánskou přísahu a do jednotky jsou zařazeni političtí komisaři. Svou věrnost k partyzánům dokázal úspěšným útokem na německou posádku a železniční nádraží. Za službu mezi partyzány obdržel 16. září 1943 Řád rudé hvězdy, viz obrázek. Údajně byl také povýšen na plukovníka Rudé armády, ale k tomuto povýšení nejsou k dispozici dokumenty.
21. září 1943 se zúčastnil útoku na německou posádku ve městě Zembin, kde zabili větší množství německých vojáků a zničili významné vojenské objekty. Od konce podzimu byla brigáda umístěna v prostoru Polock-Lepel, ve kterém operovalo 16 partyzánských brigád čítajících více než 17 tisíc lidí.

## Smrt
11. dubna 1944 byla zahájena Wehrmachtem, policií a jednotkami SS na základě rozhodnutí německého velení rozsáhlá trestná operace s názvem Svátky jara s cílem likvidovat partyzanské síly v oblasti. Partyzánské jednotky pod vedením Gila v této bitvě utrpěli značné ztráty a jejich zbytek o velikosti 300 mužů se dostal do obklíčení u osady Nakol.
V bitvě byli všichni partyzáni pod jeho velením pobiti a podle tehdejších německých zpráv byl Gil zastřelen vlastními spolubojovníky. Ale podle ruské wikipedie byl 5. května 1944 vážně zraněn minou při pokusu prorazit z obklíčení. Zemřel 14. května 1944 na následky zranění (český pramen však udává zimní období). Podle Lva Kopleva byl Gil v létě 1946 spatřen v nemocniční cele ve Věznici Butyrka.
Byl pohřben na partyzánském hřbitově. Jeho ostatky byly 16. září 1991 uloženy v ústředním hřbitově ve městě Ušači.

## Odkaz
V ruském prostředí je hodnocení jeho odkazu a činů velmi rozdílné. Politický komisař jeho brigády Ivan Timčuk o Gilovi prohlásil, že to byl statečný muž. Ale velitel partyzánského hnutí v Bělorusku Pjotr Kalinin ho považoval za zločince zejména s odkazem na represe, které pod jeho velením byly Družiníky spáchány.
Spekuluje se také, že byl od počátku agentem sovětské rozvědky v rámci operace zaměřené na podvracení bojové morálky ruských protisovětských sil.